# Roma (filme de 2018)
Roma é um filme de drama escrito e dirigido por Alfonso Cuarón, que também o produziu, co-editou e cinematografou. A obra é estrelada por Yalitza Aparicio, Marina de Tavira, Marco Graf, Daniela Demesa, Enoc Leaño e Daniel Valtierra. Alocado nos anos 1970, o filme é um excerto semi-autobiográfico na Cidade do México, que discorre a vida de uma empregada doméstica numa família de classe média. Seu título é uma referência à Colonia Roma, um distrito localizado em Cuauhtémoc, no México.
A estreia de Roma ocorreu no Festival Internacional de Cinema de Veneza, em 30 de agosto de 2018, onde recebeu o Leão de Ouro. As exibições limitadas começaram em 21 de novembro de 2018, e foi disponibilizado no catálogo de filmes da Netflix em 14 de dezembro de 2018. A obra recebeu aclamação crítica, sendo comumente descrita como "dolorosamente bela" e "atraente", e foi escolhida pelo National Board of Review como um dos dez melhores filmes do ano, ao passo que a revista Time e o sindicato New York Film Critics Circle elegeram-na na primeira posição em suas publicações de mesmo título.
Além disso, angariou indicações para os Prémios Globo de Ouro de 2019 nas categorias de Melhor Filme em Língua Estrangeira, Melhor Diretor e Melhor Roteiro; foi, ainda, selecionada pelo México como concorrente Melhor Filme Estrangeiro no Óscar 2019, para o qual também recebeu indicações a Melhor Filme, Melhor Diretor, Melhor Atriz (Aparicio), Melhor Atriz Coadjuvante (de Tavira), Melhor Roteiro original, Melhor Edição de Som, Melhor Mixagem de Som, Melhor Direção de Arte, Melhor Fotografia.
Em agosto de 2021, a Vitrine Filmes iniciou no Brasil a pré-venda da edição limitada e definitiva do filme em Blu-ray na Versátil Home Vídeo.

## Enredo
Os eventos do filme acontecem em 1970 e 1971, predominantemente na Cidade do México. Cleo é uma empregada doméstica na casa de Sofia. O lar de Sofia é formado pelo marido Antonio, seus quatro filhos pequenos, sua mãe, Teresa, e outra empregada, Adela. Antonio, um médico, retorna de uma conferência de Quebec. Entre as cenas da vida de Cleo com a família – durante os serviços de limpeza, culinária, direcionamento das crianças à escola, servimento de refeições e educação das crianças – fica claro que o casamento de Sofia e Antonio passa por momentos tensos. Antonio finalmente sai de casa contra a vontade de Sofia. Sofia mantém sua partida em segredo das crianças, dizendo que ele está em outra longa viagem.
Em seu tempo livre, Cleo e Adela saem com seus namorados, Fermín e Ramón, para o cinema. Na entrada, Cleo e Fermín decidem alugar um quarto em vez de assistir a um filme. Fermín, enquanto nu, mostra sua habilidade de artes marciais usando a haste da cortina de chuveiro como um pólo. Em outro momento, ambos os casais se encontram no cinema, onde Cleo diz a Fermín que acredita estar grávida. Assim que o filme termina, Fermín diz que está indo ao banheiro e estará de volta; no entanto, ele não retorna e Cleo não o encontra. Cleo revela a mesma preocupação à Sofia, que a leva para fazer um exame no hospital onde Antonio trabalha. O médico, portanto, confirma a gravidez.
Sofia leva Cleo, Adela e seus três filhos para a fazenda de um amigo da família para a comemoração do Ano Novo. Tanto os proprietários quanto os trabalhadores mencionam os recentes imbróglios sobre a disputa por terra na área. Durante as celebrações, um incêndio irrompe na floresta. Todo mundo ajuda a apagar o fogo enquanto um homem conta os segundos restantes de 1970 antes de cantar em primeiro plano.
De volta à cidade, Cleo acompanha as crianças e sua avó para outro cinema, enquanto Antonio é visto correndo em outra direção com uma jovem mulher. Sofia tenta esconder a partida de Antonio das crianças, mas seu filho mais velho fica sabendo por meio de uma conversa telefônica. Ela pede para ele não contar aos irmãos mais novos que acreditam que seu pai ainda está viajando a negócios no Canadá.
Através do namorado de Adela, Cleo encontra Fermín em uma aula de treinamento de artes marciais ao ar livre, mas ele se recusa violentamente a reconhecer seu filho e foge em seguida. Teresa leva Cleo para comprar um berço, enquanto os estudantes estão a protestar nas ruas. Como estão dando uma olhada na loja de móveis, os protestos transformam-se em assassinatos entre a polícia e os jovens militantes; o grupo paramilitar Los Halcones atira aleatoriamente contra os manifestantes. Quando um homem e uma mulher feridos correm para a loja tentando se esconder, vários jovens alcançam o homem e o matam com um tiro enquanto os demais clientes se escondem. Outro atirador aponta para Cleo. É Fermín, que analisa o cenário momentaneamente para fugir com os demais. Logo depois, a bolsa de Cleo estoura.
Cleo, Teresa e seu motorista tentam chegar ao hospital rapidamente, mas são impedidos devido à violência nas ruas e ao tráfego da cidade. Cleo é levada para a sala de parto. Antonio vem para tranquilizá-la, mas faz uma desculpa para evitar sua presença. Os médicos não ouvem batimentos cardíacos no útero de Cleo e a levam para a sala de cirurgia. Cleo dá à luz a uma menina nascida morta. Apesar de inúmeras tentativas de ressuscitamento, todas elas falham. Os médicos entregam o bebê a Cleo por alguns minutos antes de levá-lo embora.
Depois de uma tentativa de estacionar o Ford Galaxie 500 da família em uma estreita área de garagem, Sofia compra um carro mais estreito, mas planeja uma viagem final para Tuxpan, levando Cleo para ajudá-la a lidar com sua perda. Durante o jantar, Sofia diz às crianças que ela e o pai estão separados e que a viagem é para que o pai possa recolher os pertences de sua casa. Na praia, os dois filhos menores quase são levados pela correnteza, até que Cleo mergulha no oceano para salvá-los do afogamento, embora não saiba nadar. Como Sofia e as crianças demonstram total devoção por Cleo, esta acaba revelando que não queria o bebê. A turma volta para casa, que está completamente transformada e vazia. Cleo prepara um fardo de roupas para ser larvado, dizendo a Adela que tem muito a dizer, enquanto um avião sobrevoa.

## Elenco
- Yalitza Aparicio como Cleo
- Marina de Tavira como Sofia
- Fernando Grediaga como Antonio
- Jorge Antonio Guerrero como Fermín
- Daniel Valtierra
- Marco Graf como Pepe
- Daniela Demesa como Sofi
- Nancy García como Adela
- Verónica García como Teresa, mãe de Sofia
- Carlos Peralta
- Diego Di Cort

## Produção e lançamento
Em 8 de setembro de 2016, foi anunciado que Alfonso Cuarón escreveria e dirigiria um projeto focado na história de uma família mexicana dos anos 1970. As produções, portanto, foram definidas para ter início no outono de 2016. O projeto foi produzido por Cuarón, Gabriela Rodríguez e Nicolás Celis. Em 3 de novembro de 2016, um incidente ocorre no set de filmagens. De acordo com o estúdio, "duas mulheres foram machucadas, cinco membros da equipe foram hospitalizados, e celulares, carteiras e jóias haviam sido roubados" durante o ataque.  A equipe estava na cidade para organizar a sessão de filmagens, quando um grupo atacou os membros do filme. Segundo os membros do filme, existia permissão para filmar no local do ataque, mas os trabalhadores persistiram e uma briga começou entre ambos os presentes.
Em abril de 2018, a Netflix adquiriu os direitos de distribuição do filme. A estreia mundial ocorreu no Festival Internacional de Cinema de Veneza, em 30 de agosto de 2018. No dia seguinte, realizou a estreia norte-americana no Festival de Cinema de Telluride, em 31 de agosto de 2018. O filme também foi exibido no Festival Internacional de Cinema de Toronto, em 10 de outubro de 2018; em 27 de setembro de 2018, foi exibido no Festival Internacional de Cinema de San Sebastián; em 5 de outubro de 2018, foi exibido no Festival de Cinema de Nova Iorque; e em 22 de outubro de 2018, foi exibido no Festival de Cinema de Nova Orleans. O trailer do filme, que mostra, por um minuto, água fluindo repetidamente sobre azulejos com sons de fundo, foi lançado em 25 de julho de 2018 por Cuarón, através de sua conta do Twitter. Roma também foi exibido no Orange Country Film Fiesta, na Califórnia, em 27 de outubro, bem como em uma das sessões especiais do AFI Fest, em 10 de novembro. A obra foi lançada em cinemas independentes do México em 11 de novembro. No entanto, as redes Cinépolis e Cinemex recusaram, já que exigiam uma quantidade de exclusividade maior do que a oferecida pela Netflix.

## Recepção

### Crítica profissional
No Metacritic, o filme conta com uma pontuação de 96 de 100, baseada em 47 críticas que indicam aclamação universal. No agregador de críticas Rotten Tomatoes, o filme tem aprovação de 98%, baseada em 191 críticas, com uma avaliação media de 9,3/10. Segundo o consenso do portal, "Roma encontra o diretor e roteirista Alfonso Cuarón no mais completo e fascinante comando de seu ofício, contando a história mais poderosa de sua carreira."
Numa avaliação de nota máxima de Anthony Lane, da revista norte-americana The New Yorker, o autor afirmou: "Roma é persuasivo em sua beleza. Conquista o espectador. O rosto de Aparicio, no papel principal, não é resignado, mas sereno em seu estoicismo. Se ela é menos participante que espectadora durante os embaraços da época, bem, poucos de nós podemos afirmar." Moira Macdonald, do The Seattle Times, afirmou: "Roma [de Alfonso Cuarón] é um exemplo maravilhosamente puro de um dos grandes presentes que o cinema pode nos dar: nos deixar cair em um tempo, um lugar e um tipo de vida, nos imergindo nos sons e nas visões e emoções, sejam elas grandes ou pequenas, experimentadas por alguém que não somos." Joe Morgenstern, do The Wall Street Journal, escreveu: "Não há outra forma de dizer isso: Roma é um dos melhores e mais comoventes filmes que já assisti. Se Norma Desmond pudesse vê-lo, não teria preocupado se as fotos ficassem pequenas."
Fionnuala Halligan, da revista cinematográfica Screen Daily, escreveu: "Há muito em Roma e, como é guiado pelo amor, nem sempre chega de uma maneira igual, recíproca ou duradoura. Sendo o primeiro filme a ser ambientado em sua terra desde Y Tu Mama Tambien, de 2001, trata-se do filme mais pessoal de Alfonso Cuarón, e o mais honesto dele. Pode até ser o melhor." Stephanie Zacharek, da revista Time, descreveu: "Essa imagem gloriosa e terna, um livro de memórias escrito em linguagem cinematográfica, é apenas uma indireta sobre o homem que fez isso. Ele fica de lado, nas sombra, chamando-nos em direção a algo. Roma é o cinema como ato gestual, um convite à generosidade que talvez não soubéssemos sentir."
No Brasil, o crítico Lucas Salgado do site AdoroCinema, descreveu como um filme "Inteligente, envolvente, impactante e, acima de tudo, instigante. "Roma" é um filme que vai ficar em sua cabeça por bastante tempo. É cinema em seu estado mais puro e sublime." Já o site Popoca chama atenção para que "roteiro e a direção de Cuarón, são de uma sensibilidade ímpar desde o primeiro frame". O Observatório de Cinema vê Roma com "grande força para arrebatar a temporada de premiações que se apresenta".

### Bilheteria
Embora a Netflix não tenha divulgado publicamente os números de bilheteria para Roma, fontes internas deduziram que o filme fez de 90 000 dólares a 120 000 dólares em seu fim de semana de abertura, e um aditivo de 200 000 dólares durante o quinto dia de Ação de Graças, incluindo a venda em cinema de Los Angeles e Nova Iorque. Se os resultados houvessem sido divulgados oficialmente, sua média aproximada de 66 000 dólares colocaria o filme entre os melhores de todos os filmes estrangeiros. Em seu segundo final de semana, o filme foi exibido em 17 cinemas. Segundo o IndieWire, o filme arrecadou 110 000 dólares de quatro deles, incluindo as vendas de San Francisco, afirmando que "o filme será facilmente o melhor filme estrangeiro de 2018".

## Principais prêmios e indicações

### Oscar 2019(EUA)
| Data da Cerimônia       | Categoria                | Recipiente                                         | Resultado |
| ----------------------- | ------------------------ | -------------------------------------------------- | --------- |
| 24 de Fevereiro de 2019 | Melhor Filme             | Gabriela Rodriguez e Alfonso Cuarón                | Indicado  |
| 24 de Fevereiro de 2019 | Melhor Diretor           | Alfonso Cuarón                                     | Venceu    |
| 24 de Fevereiro de 2019 | Melhor Atriz             | Yalitza Aparicio                                   | Indicado  |
| 24 de Fevereiro de 2019 | Melhor Atriz Coadjuvante | Marina de Tavira                                   | Indicado  |
| 24 de Fevereiro de 2019 | Melhor Roteiro Original  | Alfonso Cuarón                                     | Indicado  |
| 24 de Fevereiro de 2019 | Melhor Filme Estrangeiro | Alfonso Cuarón                                     | Venceu    |
| 24 de Fevereiro de 2019 | Melhor Fotografia        | Alfonso Cuarón                                     | Venceu    |
| 24 de Fevereiro de 2019 | Melhor Direção de Arte   | Eugenio Caballero e Bárbara Enríquez               | Indicado  |
| 24 de Fevereiro de 2019 | Melhor Edição de Som     | Sergio Díaz e Skip Lievsay                         | Indicado  |
| 24 de Fevereiro de 2019 | Melhor Mixagem de Som    | Skip Lievsay, Craig Henighan e José Antonio Garcia | Indicado  |

### Globo de Ouro 2019(EUA)
| Data da Cerimônia    | Categoria                | Recipiente     | Resultado |
| -------------------- | ------------------------ | -------------- | --------- |
| 6 de Janeiro de 2019 | Melhor Diretor           | Alfonso Cuarón | Venceu    |
| 6 de Janeiro de 2019 | Melhor Roteiro           | Alfonso Cuarón | Indicado  |
| 6 de Janeiro de 2019 | Melhor Filme Estrangeiro | Alfonso Cuarón | Venceu    |

### BAFTA 2019(Reino Unido)
| Data da Cerimônia       | Categoria                | Recipiente                           | Resultado |
| ----------------------- | ------------------------ | ------------------------------------ | --------- |
| 10 de Fevereiro de 2019 | Melhor Filme             | Gabriela Rodriguez e Alfonso Cuarón  | Venceu    |
| 10 de Fevereiro de 2019 | Melhor Diretor           | Alfonso Cuarón                       | Venceu    |
| 10 de Fevereiro de 2019 | Melhor Roteiro Original  | Alfonso Cuarón                       | Indicado  |
| 10 de Fevereiro de 2019 | Melhor Filme Estrangeiro | Gabriela Rodriguez e Alfonso Cuarón  | Venceu    |
| 10 de Fevereiro de 2019 | Melhor Fotografia        | Alfonso Cuarón                       | Venceu    |
| 10 de Fevereiro de 2019 | Melhor Direção de Arte   | Eugenio Caballero e Bárbara Enríquez | Indicado  |
| 10 de Fevereiro de 2019 | Melhor Edição            | Alfonso Cuarón e Adam Gough          | Indicado  |

### Critics' Choice Awards 2019(EUA)
| Data da Cerimônia     | Categoria                | Recipiente                           | Resultado |
| --------------------- | ------------------------ | ------------------------------------ | --------- |
| 13 de Janeiro de 2019 | Melhor Filme             | Alfonso Cuarón                       | Venceu    |
| 13 de Janeiro de 2019 | Melhor Diretor           | Alfonso Cuarón                       | Venceu    |
| 13 de Janeiro de 2019 | Melhor Atriz             | Yalitza Aparicio                     | Indicado  |
| 13 de Janeiro de 2019 | Melhor Roteiro Original  | Alfonso Cuarón                       | Indicado  |
| 13 de Janeiro de 2019 | Melhor Filme Estrangeiro | Alfonso Cuarón                       | Venceu    |
| 13 de Janeiro de 2019 | Melhor Fotografia        | Alfonso Cuarón                       | Venceu    |
| 13 de Janeiro de 2019 | Melhor Direção de Arte   | Eugenio Caballero e Bárbara Enríquez | Indicado  |
| 13 de Janeiro de 2019 | Melhor Edição            | Alfonso Cuarón e Adam Gough          | Indicado  |